# Rundfunkrat des Bayerischen Rundfunks
Der Rundfunkrat ist neben dem Verwaltungsrat das zentrale Entscheidungs- und Kontrollgremium des Bayerischen Rundfunks. Gesetzliche Grundlage für seine Einrichtung ist Artikel 5 des Bayerischen Rundfunkgesetzes.

## Aufgaben
Die Aufgaben des Rundfunkrates werden in Artikel 6 des Bayerischen Rundfunkgesetzes geregelt. Er soll die „Interessen der Allgemeinheit auf dem Gebiet des Rundfunks“ vertreten sowie darüber wachen, „dass der Bayerische Rundfunk seine Aufgaben gemäß dem Gesetz erfüllt“. Zu diesem Zweck übe er „das hierzu nötige Kontrollrecht aus“. Seine Mitglieder sind verpflichtet, „sich in ihrer Tätigkeit für die Gesamtinteressen des Rundfunks und der Rundfunkteilnehmer einzusetzen“ und „dabei nicht an Aufträge gebunden“.
Der Rundfunkrat verfügt gemäß Artikel 7 des Gesetzes über umfassende Informations-, Beratungs- und Entscheidungsrechte. Er
- wählt den Intendanten (einfache Mehrheit) und hat die Möglichkeit zur Abberufung des Intendanten (Zweidrittelmehrheit),
- wählt fünf von sieben Mitgliedern des Verwaltungsrats des Bayerischen Rundfunks,
- muss den Vorschlägen des Intendanten zur Berufung der Programmdirektoren, des Verwaltungsdirektors, des technischen sowie des juristischen Direktors, des Stellvertreters des Intendanten, der Hauptabteilungsleiter und des Jugendschutzbeauftragten zustimmen,
- berät den Intendanten bei der Programmgestaltung und anderen grundsätzlichen Fragen,
- genehmigt den Wirtschaftsplan und beschließt die Entlastung des Intendanten,
- stellt die „Programmrichtlinien“ auf.

## Mitglieder
Der Rundfunkrat umfasst 50 Mitglieder. Sie werden für einen Zeitraum von fünf Jahren zum einen von den im Rundfunkgesetz genannten „bedeutsamen politischen, weltanschaulichen und gesellschaftlichen Gruppen“ entsandt, zum anderen entsendet der Bayerische Landtag zwölf Vertreter, die Bayerische Staatsregierung einen. Vorsitzender des Gremiums ist seit Mai 2022 Godehard Ruppert (Bayerische Hochschulen), zuvor waren es ab 2002 Bernd Lenze (Handwerkskammern) und ab 2014 Lorenz Wolf (Katholische Kirche). Die aktuelle Ratsperiode begann am 1. Mai 2022.
| Name                          | Entsender                                                               | Funktion im Rundfunkrat                                                           | Parteimitgliedschaft und politische Ämter                                                          |
| ----------------------------- | ----------------------------------------------------------------------- | --------------------------------------------------------------------------------- | -------------------------------------------------------------------------------------------------- |
| Florian Herrmann              | Bayerische Staatsregierung                                              |                                                                                   | CSU. Mitglied der Staatsregierung. Mitglied des Landtags.                                          |
| Barbara Becker                | Bayerischer Landtag / CSU                                               | Vertreterin im Programmbeirat ARTE G.E.I.E.                                       | CSU. Mitglied des Landtags.                                                                        |
| Alex Dorow                    | Bayerischer Landtag / CSU                                               |                                                                                   | CSU. Mitglied des Landtags.                                                                        |
| Klaus Holetschek              | Bayerischer Landtag / CSU                                               |                                                                                   | CSU. Mitglied des Landtags.                                                                        |
| Melanie Huml                  | Bayerischer Landtag / CSU                                               |                                                                                   | CSU. Mitglied des Landtags.                                                                        |
| Jochen Kohler                 | Bayerischer Landtag / CSU                                               |                                                                                   | CSU. Mitglied des Landtags.                                                                        |
| Susanne Kurz                  | Bayerischer Landtag / Grüne                                             |                                                                                   | Grüne. Mitglied des Landtags.                                                                      |
| Ludwig Hartmann               | Bayerischer Landtag / Grüne                                             |                                                                                   | Grüne. Mitglied des Landtags.                                                                      |
| Jutta Widmann                 | Bayerischer Landtag / Freie Wähler                                      |                                                                                   | Freie Wähler. Mitglied des Landtags.                                                               |
| Michael Piazolo               | Bayerischer Landtag / Freie Wähler                                      |                                                                                   | Freie Wähler. Mitglied des Landtags.                                                               |
| Ferdinand Mang                | Bayerischer Landtag / AfD                                               |                                                                                   | AfD. Mitglied des Landtags.                                                                        |
| Benjamin Nolte                | Bayerischer Landtag / AfD                                               |                                                                                   | AfD. Mitglied des Landtags.                                                                        |
| Volkmar Halbleib              | Bayerischer Landtag / SPD                                               |                                                                                   | SPD. Mitglied des Landtags.                                                                        |
| Godehard Ruppert              | Bayerische Hochschulen                                                  | Vorsitzender des Rundfunkrats                                                     | |
| Pater Alfons Friedrich SDB    | Katholische Kirche                                                      |                                                                                   | |
| Bärbel Benkenstein-Matschiner | Katholische kirchliche Frauenorganisationen                             |                                                                                   | |
| Dieter Breit                  | Evangelische Kirche                                                     | Stv. Vorsitzender des Ausschusses für Grundsatzfragen und Medienpolitik           | |
| Johanna Beyer                 | Evangelische kirchliche Frauenorganisationen                            |                                                                                   | |
| Ilse Danziger                 | Israelitische Kultusgemeinden                                           | Stv. Vorsitzende Programmausschuss                                                | |
| Bernhard Stiedl               | Gewerkschaften / DGB                                                    |                                                                                   | |
| Luise Klemens                 | Gewerkschaften / ver.di                                                 | Schriftführerin                                                                   | |
| Hermann Greif                 | Bayerischer Bauernverband                                               |                                                                                   | CSU                                                                                                |
| Christine Singer              | Bayerischer Bauernverband                                               |                                                                                   | Freie Wähler                                                                                       |
| Peter Driessen                | Industrie- und Handelskammern                                           | Vorsitzender Ausschuss für Wirtschaft und Finanzen                                | |
| Elmar Forster                 | Handwerkskammern                                                        |                                                                                   | |
| N.N.                          | Bayerischer Städtetag                                                   |                                                                                   | |
| Thomas Habermann              | Bayerischer Landkreistag                                                |                                                                                   | CSU. Landrat des Landkreises Rhön-Grabfeld.                                                        |
| Stefan Wild                   | Bereich Freizeit, Tourismus, Gastronomie und Hotel                      |                                                                                   | |
| Uwe Brandl                    | Bayerischer Gemeindetag                                                 |                                                                                   | CSU. Bürgermeister der Stadt Abensberg                                                             |
| Christian Knauer              | Bund der Vertriebenen Landesverband Bayern                              |                                                                                   | CSU. War Mitglied des Landtags, Landrat des Landkreises Aichach-Friedberg und Stadtrat in Aichach. |
| Matthias Fack                 | Bayerischer Jugendring                                                  | Vorsitzender Programmausschuss                                                    | Freie Wähler.                                                                                      |
| Michael Weiß                  | Bayerischer Landes-Sportverband                                         |                                                                                   | |
| Klothilde Schmöller           | Bayerischer Landes-Sportverband                                         | Stv. Vorsitzende Ausschuss für Wirtschaft und Finanzen                            | Freie Wähler                                                                                       |
| Gerlinde Schermer-Rauwolf     | Schriftsteller-Organisationen                                           |                                                                                   | |
| Axel Linstädt                 | Komponisten-Organisationen                                              |                                                                                   | |
| Daniel Mark Eberhard          | Musik-Organisationen                                                    |                                                                                   | |
| Serge Dorny                   | Intendanzen der Bayerischen Staatstheater                               |                                                                                   | |
| Markus Trabusch               | Bayerische Schauspielbühnen                                             |                                                                                   | |
| Harald Stocker                | Bayerischer Journalistenverband                                         | Vertreter des Rundfunkrats des Bayerischen Rundfunks im ARD-Programmbeirat        | |
| Martin Wunnike                | Bayerischer Zeitungsverlegerverband                                     |                                                                                   | |
| Simone Fleischmann            | Lehrerverbände                                                          | Stv. Vorsitzende des Rundfunkrats                                                 | |
| Rainer Kleybolte              | Elternvereinigungen (Landeselternvereinigung der Gymnasien in Bayern)   |                                                                                   | |
| Martina Eglauer               | Organisationen der Erwachsenenbildung                                   | Vertreterin im Programmbeirat ARTE                                                | |
| Erwin Horak                   | Bayerischer Heimattag                                                   |                                                                                   | |
| Sandra Schuhmann              | Familienverbände                                                        | stv. Vertreterin des Rundfunkrats des Bayerischen Rundfunks im ARD-Programmbeirat | |
| Paul Siebertz                 | Vereinigung der Bayerischen Wirtschaft                                  |                                                                                   | |
| Doris Tropper                 | Bund Naturschutz in Bayern                                              |                                                                                   | |
| Markus Beck                   | Verband der freien Berufe                                               |                                                                                   | |
| Christian Seuß                | LAG Selbsthilfe von Menschen mit Behinderung und chronischer Erkrankung |                                                                                   | |
| Hamado Dipama                 | AG der Ausländer-, Migranten- und Integrationsbeiräte Bayerns           |                                                                                   | |

## Ehemalige Mitglieder seit 2009

### Für den Landtag
- Otmar Bernhard: Bayerischer Landtag / CSU
- Annemarie Biechl: Bayerischer Landtag / CSU
- Kurt Eckstein: Bayerischer Landtag / CSU
- Hans Herold: Bayerischer Landtag / CSU
- Konrad Kobler: Bayerischer Landtag / CSU
- Manfred Ländner: Bayerischer Landtag / CSU
- Eduard Nöth: Bayerischer Landtag / CSU
- Tobias Reiß: Bayerischer Landtag / CSU
- Heinrich Rudrof: Bayerischer Landtag / CSU
- Georg Schmid: Bayerischer Landtag / CSU
- Eberhard Sinner: Bayerischer Landtag / CSU; Vorsitzender des Ausschusses für Grundsatzfragen und Geschäftsordnung
- Otto Zeitler: Bayerischer Landtag / CSU
- Renate Will: Bayerischer Landtag / FDP
- Claudia Jung: Bayerischer Landtag / Freie Wähler
- Alexander Muthmann: Bayerischer Landtag / Freie Wähler
- Verena Osgyan: Bayerischer Landtag / Grüne
- Natascha Kohnen: Bayerischer Landtag / SPD
- Franz Maget: Bayerischer Landtag / SPD (Stv. Vorsitzender des Ausschusses für Grundsatzfragen und Geschäftsordnung)
- Florian Pronold: Bayerischer Landtag / SPD (Stv. Vorsitzender des Ausschusses für Grundsatzfragen und Medienpolitik)
- Thorsten Glauber: Bayerischer Landtag / Freie Wähler
- Marcel Huber: Bayerischer Landtag / CSU
- Ute Eiling-Hüting: Bayerischer Landtag / CSU
- Thomas Kreuzer: Bayerischer Landtag / CSU
- Barbara Regitz: Bayerischer Landtag / CSU
- Walter Taubeneder: Bayerischer Landtag / CSU
- Martin Runge: Bayerischer Landtag / Grüne
- Alexander Hold: Bayerischer Landtag / Freie Wähler
- Uli Henkel: Bayerischer Landtag / AfD
- Inge Aures: Bayerischer Landtag / SPD
- Helmut Markwort: Bayerischer Landtag / FDP

### Für andere Gruppen
- Joachim Herrmann: Bayerische Staatsregierung
- Heiner Janik: Bayerischer Landkreistag
- Hans Roth: Bayerischer Heimattag
- Peter Beer: Katholische Kirche
- Heinrich Olmer: Israelitische Kultusgemeinden
- Hanns-Jörg Dürrmeier: Bayerischer Zeitungsverlegerverband
- Fritz Schösser: Gewerkschaften / DGB
- Heide Langguth: Gewerkschaften / DGB
- Reinhard Dörfler: Industrie- und Handelskammern (Vorsitzender Ausschuss für Wirtschaft und Finanzen)
- Bernd Lenze: Handwerkskammern
- Birgit Löwe: Familienverbände
- Irene Huber: Bayerischer Landes-Sportverband
- Frank Baumbauer: Leiter der Bayerischen Schauspielbühnen
- Juliane Votteler: Bayerische Schauspielbühnen
- Dieter Dorn: Intendanzen der Bayerischen Staatstheater
- Ludwig Findler: Elternvereinigungen
- Anni Fries: Bayerischer Bauernverband
- Lothar Semper: Handwerkskammern
- Inga Hobrecker: Bayerischer Journalistenverband
- Jakob Kreidl: Bayerischer Landkreistag
- Georg Eisenreich: Bayerische Staatsregierung
- Christine Haderthauer: Bayerische Staatsregierung
- Albin Dannhäuser: Lehrerverbände
- Robert Maximilian Helmschrott: Komponisten-Organisationen
- Christa Baumgartner: Verband der freien Berufe
- Wolfgang Stöckel: Bayerischer Journalistenverband
- Hans Schaidinger: Bayerischer Städtetag
- Rudolf Heiler: Bayerischer Gemeindetag
- Friedemann Greiner: Evangelische Kirche
- Thomas Goppel: Musik-Organisationen
- Karl Heinz Eisfeld: Organisationen der Erwachsenenbildung
- Petra Nölkel: Familienverbände
- Hermann Schneider: Bayerische Schauspielbühnen
- Martin Wölzmüller: Bayerischer Heimattag
- Lorenz Wolf: Katholische Kirche
- Susanne Zehetbauer: Katholische kirchliche Frauenorganisationen
- Elke Beck-Flachsenberg: Evangelische kirchliche Frauenorganisationen
- Matthias Jena: Gewerkschaften / DGB
- Harald Fichtner: Bayerischer Städtetag
- Angela Inselkammer: Bereich Freizeit, Tourismus, Gastronomie und Hotel
- Günther Lommer: Bayerischer Landes-Sportverband
- Robert Stauffer: Schriftsteller-Organisationen
- Ingrid Schrader: Musik-Organisationen
- Nikolaus Bachler: Intendanzen der Bayerischen Staatstheater
- Andreas Scherer: Bayerischer Zeitungsverlegerverband
- Hubert Weiger: Bund Naturschutz in Bayern
- Verena Di Pasquale: Gewerkschaften / DGB
- Eva Weber: Bayerischer Städtetag
- Michael Schwarz: Verband der freien Berufe